# Зайцево (Янаульський район)
За́йцево (рос. Зайцево, башк. Зайцев) — село у складі Янаульського району Башкортостану, Росія. Входить до складу Первомайської сільської ради.
Населення — 315 осіб (2010; 392 у 2002).
Національний склад:
- росіяни — 70 %